# Microquasar

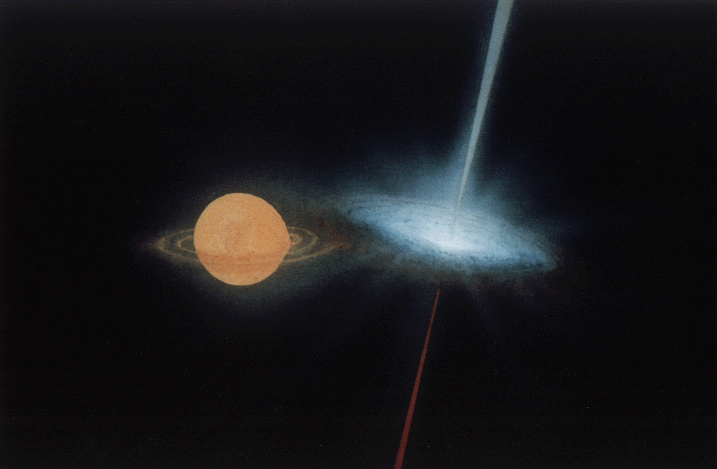
Immagine artistica della microquasar SS 433.

Le microquasar sono dei corpi celesti imparentati con le quasar. Prendono il nome da queste ultime poiché hanno alcune caratteristiche comuni: emissioni radio forti e variabili, spesso viste come getti radio, e un disco di accrescimento che circonda un buco nero. Nelle quasar, il buco nero è supermassiccio (milioni di masse solari) mentre nelle microquasar, la massa del buco nero è di poche masse solari. Nelle microquasar, la massa accresciuta deriva da una normale stella e il disco di accrescimento è molto luminoso nello spettro visibile e nei raggi X. Le microquasar vengono talvolta chiamate 'binarie a raggi X a getto radio' per distinguerle da altre binarie a raggi X. Una parte dell'emissione radio proviene da getti relativistici, mostrando spesso un moto superluminale apparente.
Le microquasar sono molto importanti per lo studio dei getti relativistici. I getti si formano vicino al buco nero, e le scale dei tempi vicino al buco nero sono proporzionali alla massa di questo. Quindi le quasar ordinarie possono impiegare secoli per passare attraverso le variazioni che una microquasar sperimenta in un giorno.